# كارلوس رانغيل
كارلوس رانغيل هو دبلوماسي وكاتب وصحفي وسياسي فنزويلي، ولد في 17 سبتمبر 1929 في كاراكاس في فنزويلا، وتوفي بنفس المكان في 15 يناير 1988.